# División de Honor Plata de balonmano 2011-12
La División de Honor Plata 2011-12, tendrá el mismo sistema de competición de las últimas temporadas de 16 equipos enfrentados todos contra todos a doble vuelta ascendiendo directo el primer clasificado además del ganador de un play-off disputado entre los equipos que finalicen la liga entre las posiciones de 2º y 5º, y descendiendo los tres últimos. Los equipos descendidos de ASOBAL son el Toledo BM después de dos temporadas en la máxima categoría y el BM Alcobendas. Los ascendidos fueron el Ángel Ximénez Puente Genil que vuelve solo un año después de descender y dos novatos, el Institut Balmes UE Sarriá y el Medicentro Gijón que devuelve el balonmano asturiano a una categoría profesional. El Institut Balmes UE Sarriá se ha visto obligado a vender su plaza en la categoría ya que no ha conseguido los apoyos económicos necesarios. El equipo que le sustituye es el Mecalia At Novás que vuelve varios años después a la categoría. Con la desaparición de la JD Arrate el Helvetia Anaitasuna asume su plaza en ASOBAL y la plaza libre que quedaba en la División de Honor Plata la ocupa el Grupo Pinta Torrelavega uno de los descendidos la temporada anterior. Después del parón navideño el Toledo BM se retira de la competición por sus problemas económicos, por lo que todos sus partidos quedan automáticamente suspendidos y se invalidan los resultados de los partidos que si jugó el equipo toledano. En la jornada 18 el Frigoríficos Morrazo Cangas comete una alineación indebida por lo que el partido se le da por ganado al BM Alcobendas por 10-0 además de restarle dos puntos en la clasificación al equipo gallego. Un día antes de la disputa de la última jornada se le devuelven los puntos al Frigoríficos Morrazo Cangas por lo que la sanción queda sin efecto.

## Equipos
| Equipo                      | Entrenador               | Ciudad            | Pabellón                                     | Marca    | Patrocinador             |
| --------------------------- | ------------------------ | ----------------- | -------------------------------------------- | -------- | ------------------------ |
| Adelma Sinfín               | Juan Domínguez           | Santander         | Pabellón de La Albericia                     | Errea    | Adelma                   |
| Ángel Ximénez Puente Genil  | Javier Elvira            | Puente Genil      | Pabellón Alcalde Miguel Salas                | Nike     | Ángel Ximénez            |
| ARS Palma Naranja           | César Montes             | Palma del Río     | Polideportivo Municipal El Pandero           | Hummel   | Cajasol                  |
| Bidasoa Irún                | Fernando Herrero         | Irún              | Polideportivo Artaleku                       | Joma     | Kirolgi                  |
| BM Alcobendas               | Daniel García Nieves     | Alcobendas        | Pabellón Amaya Valdemoro                     | Mercury  |                          |
| BM Barakaldo                | Txampi Rivero            | Baracaldo         | Polideportivo Lasesarre                      | Rasán    |                          |
| BM Pozoblanco               | Magí Serra               | Pozoblanco        | Polideportivo Municipal Juan Sepúlveda       | Diadora  |                          |
| BM Villa de Aranda          | Juan Moreno              | Aranda de Duero   | Pabellón Príncipe de Asturias                | Elements |                          |
| Toledo BM                   | Julián Ruiz              | Toledo            | Municipal Javier Lozano                      | Hummel   | Casdisa                  |
| Escubal Badajoz             | Raúl Caballero Barrantes | Badajoz           | Polideportivo de Extremadura-La Granadilla   | Rasán    |                          |
| FC Barcelona "B"            | Toni Girona              | Barcelona         | Palau Blaugrana                              | Nike     |                          |
| Frigoríficos Morrazo Cangas | Víctor García Pillo      | Cangas de Morrazo | Municipal O Gatañal                          | Rasán    | Frigoríficos del Morrazo |
| Gijón Jovellanos            | Alberto Suárez           | Gijón             | Pabellón de Deportes La Arena                | Legea    | Medicentro               |
| Grupo Pinta Torrelavega     | Juan Escudero            | Torrelavega       | Polideportivo Municipal Vicente Trueba       | Hummel   | Grupo Pinta              |
| Mecalia At Novás            | Andrés Acuña             | O Rosal           | Polideportivo Municipal do Rosal             | Hummel   | Mecalia                  |
| SD Teucro                   | Javier Barrios           | Pontevedra        | Pabellón Municipal de Deportes de Pontevedra | Elements |                          |

### Equipos por comunidades autónomas
| Comunidad autónoma  | N.º | Equipos                                                   |
| ------------------- | --- | --------------------------------------------------------- |
| Andalucía           | 3   | BM Pozoblanco, ARS Palma Naranja y BM Puente Genil        |
| Galicia             | 3   | SD Teucro, Frigoríficos Morrazo Cangas y Mecalia At Novás |
| País Vasco          | 2   | BM Barakaldo y Bidasoa Irún                               |
| Cantabria           | 2   | Adelma Sinfín y Grupo Pinta Torrelavega                   |
| Castilla y León     | 1   | BM Villa de Aranda                                        |
| Extremadura         | 1   | Escubal Badajoz                                           |
| Cataluña            | 1   | FC Barcelona "B"                                          |
| Castilla-La Mancha  | 1   | Casdisa Toledo                                            |
| Comunidad de Madrid | 1   | BM Alcobendas                                             |
| Asturias            | 1   | Gijón Jovellanos                                          |

## Clasificación
| Pos | Equipo                       | J  | G  | E | P  | GF  | GC  | Dif  | Pts |
| --- | ---------------------------- | -- | -- | - | -- | --- | --- | ---- | --- |
| 1   | FC Barcelona "B"             | 28 | 25 | 1 | 2  | 885 | 729 | +156 | 51  |
| 2   | ARS Palma Naranja            | 28 | 19 | 3 | 6  | 877 | 745 | +132 | 41  |
| 3   | Frigoríficos Morrazo Cangas  | 28 | 16 | 5 | 7  | 789 | 698 | +91  | 37  |
| 4   | Adelma Sinfín                | 28 | 16 | 4 | 8  | 807 | 775 | +32  | 36  |
| 5   | BM Villa de Aranda           | 28 | 16 | 3 | 9  | 869 | 799 | +70  | 35  |
| 6   | Gijón Jovellanos (A)         | 28 | 14 | 5 | 9  | 730 | 723 | +7   | 33  |
| 7   | Ángel Ximénez Pte. Genil (A) | 28 | 15 | 1 | 12 | 763 | 732 | +31  | 31  |
| 8   | BM Barakaldo                 | 28 | 13 | 3 | 12 | 773 | 774 | -1   | 29  |
| 9   | BM Alcobendas (D)            | 28 | 8  | 6 | 14 | 779 | 816 | -37  | 22  |
| 10  | Grupo Pinta Torrelavega      | 28 | 10 | 1 | 17 | 752 | 805 | -53  | 21  |
| 11  | SD Teucro                    | 28 | 9  | 2 | 17 | 753 | 818 | -65  | 20  |
| 12  | Bidasoa Irún                 | 28 | 8  | 4 | 16 | 758 | 778 | -20  | 20  |
| 13  | Escubal Badajoz              | 28 | 9  | 0 | 19 | 736 | 809 | -73  | 18  |
| 14  | BM Pozoblanco                | 28 | 6  | 2 | 20 | 729 | 842 | -113 | 14  |
| 15  | Mecalia At Novás (A)         | 28 | 5  | 2 | 21 | 732 | 889 | -157 | 12  |
| *   | Casdisa Toledo (D)           | 14 | 12 | 0 | 2  | 433 | 386 | +47  | 24  |

|  | Ascenso directo a Liga ASOBAL     |
|  | Play-off de ascenso a Liga ASOBAL |
|  | Descenso a Primera Nacional       |
|  | (D) Descendidos 2011              |
|  | (A) Ascendidos 2011               |

## Resultados
Los horarios corresponden a la CET (Hora Central Europea) UTC+1 en horario estándar y UTC+2 en horario de verano.
| BM Villa de Aranda          | 37 - 25 | Bidasoa Irún     | 16 de septiembre | 20:15 |  |
| Casdisa Toledo              | 38 - 28 | BM Pozoblanco    | 17 de septiembre | 18:00 |  |
| Grupo Pinta Torrelavega     | 25 - 28 | Adelma Sinfín    | 17 de septiembre | 18:30 |  |
| Frigoríficos Morrazo Cangas | 30 - 19 | Escubal Badajoz  | 17 de septiembre | 18:30 |  |
| Ángel Ximénez Puente Genil  | 23 - 24 | Gijón Jovellanos | 17 de septiembre | 19:30 |  |
| SD Teucro                   | 39 - 25 | Mecalia At Novás | 17 de septiembre | 20:00 |  |
| BM Alcobendas               | 22 - 34 | FC Barcelona "B" | 17 de septiembre | 20:00 |  |
| ARS Palma Naranja           | 34 - 30 | BM Barakaldo     | 18 de septiembre | 12:00 |  |

| FC Barcelona "B" | 33 - 31 | Casdisa Toledo              | 24 de septiembre | 17:00 |  |
| Adelma Sinfín    | 30 - 25 | SD Teucro                   | 24 de septiembre | 17:15 |  |
| Escubal Badajoz  | 25 - 26 | BM Alcobendas               | 24 de septiembre | 18:00 |  |
| Bidasoa Irún     | 32 - 22 | Ángel Ximénez Puente Genil  | 24 de septiembre | 18:30 |  |
| Mecalia At Novás | 22 - 33 | Frigoríficos Morrazo Cangas | 24 de septiembre | 19:00 |  |
| BM Barakaldo     | 28 - 25 | BM Villa de Aranda          | 24 de septiembre | 19:00 |  |
| Gijón Jovellanos | 27 - 20 | Grupo Pinta Torrelavega     | 24 de septiembre | 19:30 |  |
| BM Pozoblanco    | 23 - 25 | ARS Palma Naranja           | 24 de septiembre | 20:30 |  |

| ARS Palma Naranja           | 23 - 32 | FC Barcelona "B" | 1 de octubre | 18:00 |  |
| Casdisa Toledo              | 33 - 21 | Escubal Badajoz  | 1 de octubre | 18:00 |  |
| Grupo Pinta Torrelavega     | 31 - 26 | Bidasoa Irún     | 1 de octubre | 18:30 |  |
| Frigoríficos Morrazo Cangas | 34 - 24 | BM Alcobendas    | 1 de octubre | 18:30 |  |
| Mecalia At Novás            | 19 - 28 | Adelma Sinfín    | 1 de octubre | 19:00 |  |
| BM Villa de Aranda          | 38 - 30 | BM Pozoblanco    | 1 de octubre | 19:00 |  |
| Ángel Ximénez Puente Genil  | 32 - 24 | BM Barakaldo     | 1 de octubre | 19:00 |  |
| SD Teucro                   | 21 - 23 | Gijón Jovellanos | 1 de octubre | 20:00 |  |

| Adelma Sinfín    | 30 - 29 | Frigoríficos Morrazo Cangas | 8 de octubre | 17:15 |  |
| Escubal Badajoz  | 28 - 23 | ARS Palma Naranja           | 8 de octubre | 18:00 |  |
| BM Pozoblanco    | 28 - 29 | Ángel Ximénez Puente Genil  | 8 de octubre | 18:00 |  |
| Bidasoa Irún     | 29 - 29 | SD Teucro                   | 8 de octubre | 18:30 |  |
| FC Barcelona "B" | 33 - 30 | BM Villa de Aranda          | 8 de octubre | 18:30 |  |
| BM Barakaldo     | 30 - 25 | Grupo Pinta Torrelavega     | 8 de octubre | 19:00 |  |
| Gijón Jovellanos | 30 - 27 | Mecalia At Novás            | 8 de octubre | 19:30 |  |
| BM Alcobendas    | 27 - 31 | Casdisa Toledo              | 8 de octubre | 20:00 |  |

| Adelma Sinfín               | 21 - 21 | Gijón Jovellanos | 15 de octubre | 17:15 |  |
| ARS Palma Naranja           | 32 - 29 | BM Alcobendas    | 15 de octubre | 18:00 |  |
| Frigoríficos Morrazo Cangas | 31 - 26 | Casdisa Toledo   | 15 de octubre | 18:30 |  |
| Mecalia At Novás            | 25 - 32 | Bidasoa Irún     | 15 de octubre | 19:00 |  |
| Grupo Pinta Torrelavega     | 32 - 26 | BM Pozoblanco    | 15 de octubre | 19:00 |  |
| Ángel Ximénez Puente Genil  | 23 - 27 | FC Barcelona "B" | 15 de octubre | 19:00 |  |
| BM Villa de Aranda          | 34 - 21 | Escubal Badajoz  | 15 de octubre | 19:00 |  |
| SD Teucro                   | 32 - 24 | BM Barakaldo     | 15 de octubre | 20:00 |  |

| BM Pozoblanco    | 29 - 28 | SD Teucro                   | 22 de octubre | 18:00 |  |
| Escubal Badajoz  | 21 - 23 | Ángel Ximénez Puente Genil  | 22 de octubre | 18:00 |  |
| BM Alcobendas    | 25 - 30 | BM Villa de Aranda          | 22 de octubre | 18:00 |  |
| Casdisa Toledo   | 35 - 27 | ARS Palma Naranja           | 22 de octubre | 18:00 |  |
| Bidasoa Irún     | 23 - 21 | Adelma Sinfín               | 22 de octubre | 18:30 |  |
| BM Barakaldo     | 26 - 20 | Mecalia At Novás            | 22 de octubre | 19:00 |  |
| Gijón Jovellanos | 27 - 27 | Frigoríficos Morrazo Cangas | 22 de octubre | 19:30 |  |
| FC Barcelona "B" | 30 - 29 | Grupo Pinta Torrelavega     | 23 de octubre | 12:00 |  |

| Adelma Sinfín               | 36 - 32 | BM Barakaldo      | 29 de octubre | 17:15 |  |
| Ángel Ximénez Puente Genil  | 31 - 23 | BM Alcobendas     | 29 de octubre | 18:30 |  |
| Frigoríficos Morrazo Cangas | 23 - 21 | ARS Palma Naranja | 29 de octubre | 18:30 |  |
| Mecalia At Novás            | 26 - 25 | BM Pozoblanco     | 29 de octubre | 19:00 |  |
| Grupo Pinta Torrelavega     | 30 - 28 | Escubal Badajoz   | 29 de octubre | 19:00 |  |
| BM Villa de Aranda          | 28 - 29 | Casdisa Toledo    | 29 de octubre | 19:00 |  |
| Gijón Jovellanos            | 24 - 23 | Bidasoa Irún      | 29 de octubre | 19:30 |  |
| SD Teucro                   | 27 - 38 | FC Barcelona "B"  | 29 de octubre | 20:00 |  |

| BM Pozoblanco     | 23 - 28 | Adelma Sinfín               | 5 de noviembre | 18:00 |  |
| Escubal Badajoz   | 23 - 21 | SD Teucro                   | 5 de noviembre | 18:00 |  |
| ARS Palma Naranja | 36 - 30 | BM Villa de Aranda          | 5 de noviembre | 18:00 |  |
| Bidasoa Irún      | 21 - 26 | Frigoríficos Morrazo Cangas | 5 de noviembre | 18:30 |  |
| FC Barcelona "B"  | 31 - 27 | Mecalia At Novás            | 5 de noviembre | 18:30 |  |
| BM Barakaldo      | 30 - 25 | Gijón Jovellanos            | 5 de noviembre | 19:00 |  |
| BM Alcobendas     | 33 - 23 | Grupo Pinta Torrelavega     | 5 de noviembre | 20:00 |  |
| Casdisa Toledo    | 33 - 29 | Ángel Ximénez Puente Genil  | 6 de noviembre | 20:00 |  |

| Adelma Sinfín               | 20 - 22 | FC Barcelona "B"   | 12 de noviembre | 17:15 |  |
| Bidasoa Irún                | 28 - 29 | BM Barakaldo       | 12 de noviembre | 18:30 |  |
| Ángel Ximénez Puente Genil  | 25 - 31 | ARS Palma Naranja  | 12 de noviembre | 18:30 |  |
| Frigoríficos Morrazo Cangas | 29 - 22 | BM Villa de Aranda | 12 de noviembre | 18:30 |  |
| Mecalia At Novás            | 31 - 30 | Escubal Badajoz    | 12 de noviembre | 19:00 |  |
| Grupo Pinta Torrelavega     | 27 - 28 | Casdisa Toledo     | 12 de noviembre | 19:00 |  |
| Gijón Jovellanos            | 30 - 26 | BM Pozoblanco      | 12 de noviembre | 19:30 |  |
| SD Teucro                   | 29 - 29 | BM Alcobendas      | 12 de noviembre | 20:00 |  |

| BM Pozoblanco      | 28 - 28 | Bidasoa Irún                | 19 de noviembre | 18:00 |  |
| Escubal Badajoz    | 29 - 33 | Adelma Sinfín               | 19 de noviembre | 18:00 |  |
| BM Alcobendas      | 29 - 29 | Mecalia At Novás            | 19 de noviembre | 18:00 |  |
| Casdisa Toledo     | 28 - 24 | SD Teucro                   | 19 de noviembre | 18:00 |  |
| ARS Palma Naranja  | 32 - 20 | Grupo Pinta Torrelavega     | 19 de noviembre | 18:00 |  |
| BM Barakaldo       | 27 - 20 | Frigoríficos Morrazo Cangas | 19 de noviembre | 19:00 |  |
| BM Villa de Aranda | 27 - 29 | Ángel Ximénez Puente Genil  | 19 de noviembre | 19:00 |  |
| FC Barcelona "B"   | 31 - 24 | Gijón Jovellanos            | 20 de noviembre | 20:00 |  |

| Adelma Sinfín               | 30 - 26 | BM Alcobendas              | 26 de noviembre | 17:15 |  |
| Bidasoa Irún                | 29 - 27 | FC Barcelona "B"           | 26 de noviembre | 18:30 |  |
| Frigoríficos Morrazo Cangas | 22 - 21 | Ángel Ximénez Puente Genil | 26 de noviembre | 18:30 |  |
| BM Barakaldo                | 32 - 30 | BM Pozoblanco              | 26 de noviembre | 19:00 |  |
| Mecalia At Novás            | 28 - 33 | Casdisa Toledo             | 26 de noviembre | 19:00 |  |
| Grupo Pinta Torrelavega     | 29 - 29 | BM Villa de Aranda         | 26 de noviembre | 19:00 |  |
| Gijón Jovellanos            | 29 - 28 | Escubal Badajoz            | 26 de noviembre | 19:30 |  |
| SD Teucro                   | 20 - 31 | ARS Palma Naranja          | 26 de noviembre | 20:00 |  |

| Escubal Badajoz            | 29 - 24 | Bidasoa Irún                | 3 de diciembre | 18:00 |  |
| BM Alcobendas              | 30 - 25 | Gijón Jovellanos            | 3 de diciembre | 18:00 |  |
| Casdisa Toledo             | 30 - 29 | Adelma Sinfín               | 3 de diciembre | 18:00 |  |
| ARS Palma Naranja          | 43 - 28 | Mecalia At Novás            | 3 de diciembre | 18:00 |  |
| BM Pozoblanco              | 28 - 25 | Frigoríficos Morrazo Cangas | 3 de diciembre | 18:30 |  |
| FC Barcelona "B"           | 34 - 26 | BM Barakaldo                | 3 de diciembre | 18:30 |  |
| BM Villa de Aranda         | 33 - 31 | SD Teucro                   | 3 de diciembre | 19:00 |  |
| Ángel Ximénez Puente Genil | 33 - 27 | Grupo Pinta Torrelavega     | 4 de diciembre | 12:30 |  |

| Adelma Sinfín               | 28 - 30 | ARS Palma Naranja          | 10 de diciembre | 17:15 |  |
| BM Pozoblanco               | 22 - 25 | FC Barcelona "B"           | 10 de diciembre | 18:30 |  |
| Bidasoa Irún                | 29 - 28 | BM Alcobendas              | 10 de diciembre | 18:30 |  |
| Frigoríficos Morrazo Cangas | 31 - 20 | Grupo Pinta Torrelavega    | 10 de diciembre | 18:30 |  |
| BM Barakaldo                | 26 - 25 | Escubal Badajoz            | 10 de diciembre | 19:00 |  |
| Mecalia At Novás            | 28 - 37 | BM Villa de Aranda         | 10 de diciembre | 19:00 |  |
| Gijón Jovellanos            | 27 - 28 | Casdisa Toledo             | 10 de diciembre | 19:30 |  |
| SD Teucro                   | 25 - 35 | Ángel Ximénez Puente Genil | 10 de diciembre | 20:00 |  |

| Escubal Badajoz             | 38 - 24 | BM Pozoblanco    | 17 de diciembre | 18:00 |  |
| BM Alcobendas               | 29 - 29 | BM Barakaldo     | 17 de diciembre | 18:00 |  |
| Casdisa Toledo              | 29 - 27 | Bidasoa Irún     | 17 de diciembre | 18:00 |  |
| ARS Palma Naranja           | 30 - 24 | Gijón Jovellanos | 17 de diciembre | 18:00 |  |
| Frigoríficos Morrazo Cangas | 24 - 32 | FC Barcelona "B" | 17 de diciembre | 18:30 |  |
| BM Villa de Aranda          | 36 - 30 | Adelma Sinfín    | 17 de diciembre | 19:00 |  |
| Grupo Pinta Torrelavega     | 29 - 25 | SD Teucro        | 17 de diciembre | 19:00 |  |
| Ángel Ximénez Puente Genil  | 34 - 23 | Mecalia At Novás | 18 de diciembre | 12:30 |  |

| Adelma Sinfín    | 33 - 27 | Ángel Ximénez Puente Genil  | 21 de enero | 17:15      |  |
| BM Pozoblanco    | 27 - 32 | BM Alcobendas               | 21 de enero | 18:00      |  |
| FC Barcelona "B" | 43 - 22 | Escubal Badajoz             | 21 de enero | 18:30      |  |
| Bidasoa Irún     | 27 - 29 | ARS Palma Naranja           | 21 de enero | 18:30      |  |
| Mecalia At Novás | 29 - 27 | Grupo Pinta Torrelavega     | 21 de enero | 19:00      |  |
| Gijón Jovellanos | 33 - 29 | BM Villa de Aranda          | 21 de enero | 19:30      |  |
| SD Teucro        | 28 - 30 | Frigoríficos Morrazo Cangas | 21 de enero | 20:00      |  |
| BM Barakaldo     | *       | Casdisa Toledo              | PARTIDO     | SUSPENDIDO |  |

| Adelma Sinfín    | 27 - 24 | Grupo Pinta Torrelavega     | 28 de enero | 17:15      |  |
| Escubal Badajoz  | 27 - 32 | Frigoríficos Morrazo Cangas | 28 de enero | 18:00      |  |
| Bidasoa Irún     | 26 - 27 | BM Villa de Aranda          | 28 de enero | 18:30      |  |
| FC Barcelona "B" | 34 - 25 | BM Alcobendas               | 28 de enero | 18:30      |  |
| Mecalia At Novás | 21 - 29 | SD Teucro                   | 28 de enero | 19:00      |  |
| BM Barakaldo     | 27 - 30 | ARS Palma Naranja           | 28 de enero | 19:00      |  |
| Gijón Jovellanos | 28 - 19 | Ángel Ximénez Puente Genil  | 28 de enero | 19:30      |  |
| BM Pozoblanco    | *       | Casdisa Toledo              | PARTIDO     | SUSPENDIDO |  |

| ARS Palma Naranja           | 36 - 18 | BM Pozoblanco    | 4 de febrero | 18:00      |  |
| BM Alcobendas               | 30 - 22 | Escubal Badajoz  | 4 de febrero | 18:00      |  |
| Frigoríficos Morrazo Cangas | 32 - 20 | Mecalia At Novás | 4 de febrero | 18:30      |  |
| Grupo Pinta Torrelavega     | 24 - 22 | Gijón Jovellanos | 4 de febrero | 18:30      |  |
| BM Villa de Aranda          | 35 - 30 | BM Barakaldo     | 4 de febrero | 19:00      |  |
| SD Teucro                   | 31 - 24 | Adelma Sinfín    | 4 de febrero | 20:00      |  |
| Ángel Ximénez Puente Genil  | 25 - 20 | Bidasoa Irún     | 5 de febrero | 12:30      |  |
| Casdisa Toledo              | *       | FC Barcelona "B" | PARTIDO      | SUSPENDIDO |  |

| Adelma Sinfín    | 39 - 27 | Mecalia At Novás            | 11 de febrero | 17:15      |  |
| BM Pozoblanco    | 24 - 32 | BM Villa de Aranda          | 11 de febrero | 18:00      |  |
| Bidasoa Irún     | 26 - 20 | Grupo Pinta Torrelavega     | 11 de febrero | 18:30      |  |
| BM Barakaldo     | 24 - 22 | Ángel Ximénez Puente Genil  | 11 de febrero | 19:00      |  |
| Gijón Jovellanos | 27 - 29 | SD Teucro                   | 11 de febrero | 19:30      |  |
| BM Alcobendas    | 10 - 0  | Frigoríficos Morrazo Cangas | 11 de febrero | 20:00      |  |
| FC Barcelona "B" | 34 - 26 | ARS Palma Naranja           | 12 de febrero | 12:00      |  |
| Escubal Badajoz  | *       | Casdisa Toledo              | PARTIDO       | SUSPENDIDO |  |

| ARS Palma Naranja           | 40 - 23 | Escubal Badajoz  | 18 de febrero | 18:00      |  |
| Frigoríficos Morrazo Cangas | 38 - 23 | Adelma Sinfín    | 18 de febrero | 18:30      |  |
| Grupo Pinta Torrelavega     | 30 - 24 | BM Barakaldo     | 18 de febrero | 18:30      |  |
| Ángel Ximénez Puente Genil  | 32 - 24 | BM Pozoblanco    | 18 de febrero | 18:30      |  |
| Mecalia At Novás            | 27 - 28 | Gijón Jovellanos | 18 de febrero | 19:00      |  |
| SD Teucro                   | 28 - 27 | Bidasoa Irún     | 18 de febrero | 20:00      |  |
| BM Villa de Aranda          | 31 - 33 | FC Barcelona "B" | 18 de febrero | 20:30      |  |
| Casdisa Toledo              | *       | BM Alcobendas    | PARTIDO       | SUSPENDIDO |  |

| BM Pozoblanco    | 27 - 26 | Grupo Pinta Torrelavega     | 25 de febrero | 18:00      |  |
| Escubal Badajoz  | 30 - 29 | BM Villa de Aranda          | 25 de febrero | 18:00      |  |
| BM Alcobendas    | 30 - 29 | ARS Palma Naranja           | 25 de febrero | 18:00      |  |
| Bidasoa Irún     | 35 - 28 | Mecalia At Novás            | 25 de febrero | 18:30      |  |
| FC Barcelona "B" | 33 - 29 | Ángel Ximénez Puente Genil  | 25 de febrero | 18:30      |  |
| BM Barakaldo     | 34 - 16 | SD Teucro                   | 25 de febrero | 19:00      |  |
| Gijón Jovellanos | 21 - 21 | Adelma Sinfín               | 25 de febrero | 19:30      |  |
| Casdisa Toledo   | *       | Frigoríficos Morrazo Cangas | PARTIDO       | SUSPENDIDO |  |

| Adelma Sinfín               | 34 - 31 | Bidasoa Irún     | 3 de marzo | 17:15      |  |
| Frigoríficos Morrazo Cangas | 27 - 17 | Gijón Jovellanos | 3 de marzo | 18:30      |  |
| Ángel Ximénez Puente Genil  | 28 - 25 | Escubal Badajoz  | 3 de marzo | 18:30      |  |
| Mecalia At Novás            | 27 - 28 | BM Barakaldo     | 3 de marzo | 19:00      |  |
| Grupo Pinta Torrelavega     | 29 - 33 | FC Barcelona "B" | 3 de marzo | 19:00      |  |
| BM Villa de Aranda          | 30 - 24 | BM Alcobendas    | 3 de marzo | 19:00      |  |
| SD Teucro                   | 33 - 29 | BM Pozoblanco    | 3 de marzo | 20:00      |  |
| ARS Palma Naranja           | *       | Casdisa Toledo   | PARTIDO    | SUSPENDIDO |  |

| BM Pozoblanco     | 32 - 31 | Mecalia At Novás            | 10 de marzo | 18:00      |  |
| Escubal Badajoz   | 21 - 26 | Grupo Pinta Torrelavega     | 10 de marzo | 18:00      |  |
| BM Alcobendas     | 35 - 29 | Ángel Ximénez Puente Genil  | 10 de marzo | 18:00      |  |
| ARS Palma Naranja | 26 - 26 | Frigoríficos Morrazo Cangas | 10 de marzo | 18:00      |  |
| Bidasoa Irún      | 27 - 24 | Gijón Jovellanos            | 10 de marzo | 18:30      |  |
| FC Barcelona "B"  | 35 - 25 | SD Teucro                   | 10 de marzo | 18:30      |  |
| BM Barakaldo      | 27 - 32 | Adelma Sinfín               | 11 de marzo | 12:30      |  |
| Casdisa Toledo    | *       | BM Villa de Aranda          | PARTIDO     | SUSPENDIDO |  |

| Adelma Sinfín               | 38 - 23 | BM Pozoblanco     | 17 de marzo | 17:15      |  |
| Frigoríficos Morrazo Cangas | 27 - 24 | Bidasoa Irún      | 17 de marzo | 18:30      |  |
| Mecalia At Novás            | 29 - 29 | FC Barcelona "B"  | 17 de marzo | 19:00      |  |
| BM Villa de Aranda          | 32 - 27 | ARS Palma Naranja | 17 de marzo | 19:00      |  |
| Gijón Jovellanos            | 27 - 26 | BM Barakaldo      | 17 de marzo | 19:30      |  |
| Grupo Pinta Torrelavega     | 32 - 30 | BM Alcobendas     | 17 de marzo | 19:30      |  |
| SD Teucro                   | 24 - 25 | Escubal Badajoz   | 17 de marzo | 20:00      |  |
| Ángel Ximénez Puente Genil  | *       | Casdisa Toledo    | PARTIDO     | SUSPENDIDO |  |

| BM Pozoblanco      | 22 - 30 | Gijón Jovellanos            | 24 de marzo | 18:00      |  |
| Escubal Badajoz    | 26 - 25 | Mecalia At Novás            | 24 de marzo | 18:00      |  |
| BM Alcobendas      | 28 - 31 | SD Teucro                   | 24 de marzo | 18:00      |  |
| ARS Palma Naranja  | 30 - 24 | Ángel Ximénez Puente Genil  | 24 de marzo | 18:00      |  |
| FC Barcelona "B"   | 31 - 24 | Adelma Sinfín               | 24 de marzo | 18:30      |  |
| BM Barakaldo       | 24 - 24 | Bidasoa Irún                | 24 de marzo | 19:00      |  |
| BM Villa de Aranda | 29 - 29 | Frigoríficos Morrazo Cangas | 24 de marzo | 19:00      |  |
| Casdisa Toledo     | *       | Grupo Pinta Torrelavega     | PARTIDO     | SUSPENDIDO |  |

| Adelma Sinfín               | 35 - 31 | Escubal Badajoz    | 31 de marzo | 17:15      |  |
| Frigoríficos Morrazo Cangas | 27 - 27 | BM Barakaldo       | 31 de marzo | 18:30      |  |
| Bidasoa Irún                | 26 - 28 | BM Pozoblanco      | 31 de marzo | 18:30      |  |
| Ángel Ximénez Puente Genil  | 29 - 23 | BM Villa de Aranda | 31 de marzo | 18:30      |  |
| Mecalia At Novás            | 28 - 27 | BM Alcobendas      | 31 de marzo | 19:00      |  |
| Gijón Jovellanos            | 29 - 27 | FC Barcelona "B"   | 31 de marzo | 20:00      |  |
| Grupo Pinta Torrelavega     | 23 - 34 | ARS Palma Naranja  | 1 de abril  | 12:00      |  |
| SD Teucro                   | *       | Casdisa Toledo     | PARTIDO     | SUSPENDIDO |  |

| FC Barcelona "B"           | 29 - 21 | Bidasoa Irún                | 14 de abril | 16:30      |  |
| BM Pozoblanco              | 30 - 26 | BM Barakaldo                | 14 de abril | 18:00      |  |
| Escubal Badajoz            | 26 - 30 | Gijón Jovellanos            | 14 de abril | 18:00      |  |
| ARS Palma Naranja          | 38 - 26 | SD Teucro                   | 14 de abril | 18:00      |  |
| BM Villa de Aranda         | 35 - 30 | Grupo Pinta Torrelavega     | 14 de abril | 19:00      |  |
| BM Alcobendas              | 28 - 33 | Adelma Sinfín               | 14 de abril | 20:00      |  |
| Ángel Ximénez Puente Genil | 27 - 22 | Frigoríficos Morrazo Cangas | 15 de abril | 12:30      |  |
| Casdisa Toledo             | *       | Mecalia At Novás            | PARTIDO     | SUSPENDIDO |  |

| BM Barakaldo                | 25 - 28 | FC Barcelona "B"           | 21 de abril | 18:00      |  |
| Bidasoa Irún                | 29 - 31 | Escubal Badajoz            | 21 de abril | 18:00      |  |
| Mecalia At Novás            | 23 - 34 | ARS Palma Naranja          | 21 de abril | 18:00      |  |
| SD Teucro                   | 25 - 28 | BM Villa de Aranda         | 21 de abril | 18:00      |  |
| Frigoríficos Morrazo Cangas | 29 - 26 | BM Pozoblanco              | 21 de abril | 18:30      |  |
| Grupo Pinta Torrelavega     | 27 - 28 | Ángel Ximénez Puente Genil | 21 de abril | 18:30      |  |
| Gijón Jovellanos            | 25 - 25 | BM Alcobendas              | 21 de abril | 19:30      |  |
| Adelma Sinfín               | *       | Casdisa Toledo             | PARTIDO     | SUSPENDIDO |  |

| FC Barcelona "B"           | 34 - 27 | BM Pozoblanco               | 28 de abril | 17:00      |  |
| Escubal Badajoz            | 25 - 26 | BM Barakaldo                | 28 de abril | 18:00      |  |
| BM Alcobendas              | 32 - 30 | Bidasoa Irún                | 28 de abril | 18:00      |  |
| ARS Palma Naranja          | 43 - 28 | Adelma Sinfín               | 28 de abril | 18:00      |  |
| Ángel Ximénez Puente Genil | 32 - 19 | SD Teucro                   | 28 de abril | 18:30      |  |
| Grupo Pinta Torrelavega    | 31 - 29 | Frigoríficos Morrazo Cangas | 28 de abril | 18:30      |  |
| BM Villa de Aranda         | 44 - 29 | Mecalia At Novás            | 28 de abril | 19:00      |  |
| Casdisa Toledo             | *       | Gijón Jovellanos            | PARTIDO     | SUSPENDIDO |  |

| Adelma Sinfín    | 28 - 28 | BM Villa de Aranda          | 5 de mayo | 17:15      |  |
| BM Pozoblanco    | 22 - 25 | Escubal Badajoz             | 5 de mayo | 18:00      |  |
| FC Barcelona "B" | 30 - 28 | Frigoríficos Morrazo Cangas | 5 de mayo | 18:30      |  |
| BM Barakaldo     | 32 - 26 | BM Alcobendas               | 5 de mayo | 19:00      |  |
| Gijón Jovellanos | 28 - 28 | ARS Palma Naranja           | 5 de mayo | 19:00      |  |
| Mecalia At Novás | 30 - 27 | Ángel Ximénez Puente Genil  | 5 de mayo | 19:00      |  |
| SD Teucro        | 34 - 28 | Grupo Pinta Torrelavega     | 5 de mayo | 20:00      |  |
| Bidasoa Irún     | *       | Casdisa Toledo              | PARTIDO   | SUSPENDIDO |  |

| Escubal Badajoz             | 33 - 36 | FC Barcelona "B" | 12 de mayo | 19:00      |  |
| BM Alcobendas               | 28 - 28 | BM Pozoblanco    | 12 de mayo | 19:00      |  |
| ARS Palma Naranja           | 36 - 36 | Bidasoa Irún     | 12 de mayo | 19:00      |  |
| BM Villa de Aranda          | 29 - 28 | Gijón Jovellanos | 12 de mayo | 19:00      |  |
| Ángel Ximénez Puente Genil  | 25 - 25 | Adelma Sinfín    | 12 de mayo | 19:00      |  |
| Grupo Pinta Torrelavega     | 35 - 28 | Mecalia At Novás | 12 de mayo | 19:00      |  |
| Frigoríficos Morrazo Cangas | 34 - 23 | SD Teucro        | 12 de mayo | 19:00      |  |
| Casdisa Toledo              | *       | BM Barakaldo     | PARTIDO    | SUSPENDIDO |  |

### Fase de ascenso (26 y 27/5/2012)
El equipo ganador de esta fase disputada en Cangas del Morrazo, asciende a la Liga ASOBAL 2012/13.
|  | Semifinales | Semifinales                 | Semifinales        |                    |                             | Final                       | Final | Final |  |
|  |             |                             |                    |                    |                             |                             |       |       |  |
|  |             |                             |                    |                    |                             |                             |       |       |  |
|  | 1           | Frigoríficos Morrazo Cangas | 21                 |                    |                             |                             |       |       |  |
|  | 1           | Frigoríficos Morrazo Cangas | 21                 |                    |                             |                             |       |       |  |
|  | 4           | Gijón Jovellanos            | 20                 |                    |                             |                             |       |       |  |
|  | 4           | Gijón Jovellanos            | 20                 |                    | Frigoríficos Morrazo Cangas | Frigoríficos Morrazo Cangas | 27    |       |  |
|  |             |                             |                    |                    | Frigoríficos Morrazo Cangas | Frigoríficos Morrazo Cangas | 27    |       |  |
|  |             |                             | BM Villa de Aranda | BM Villa de Aranda | 25                          |                             |       |       |  |
|  | 3           | Adelma Sinfín               | BM Villa de Aranda | BM Villa de Aranda | 25                          | 22                          |       |       |  |
|  | 3           | Adelma Sinfín               |                    |                    |                             | 22                          |       |       |  |
|  | 2           | BM Villa de Aranda          | 23                 |                    |                             |                             |       |       |  |
|  | 2           | BM Villa de Aranda          | 23                 |                    |                             |                             |       |       |  |
|  |             |                             |                    |                    |                             |                             |       |       |  |

## Evolución de la clasificación
| Equipo / Jornada | 01 | 02 | 03 | 04 | 05 | 06 | 07 | 08 | 09 | 10 | 11 | 12 | 13 | 14 | 15 | 16 | 17 | 18 | 19 | 20 | 21 | 22 | 23 | 24 | 25 | 26 | 27 | 28 | 29 | 30 |
| ---------------- | -- | -- | -- | -- | -- | -- | -- | -- | -- | -- | -- | -- | -- | -- | -- | -- | -- | -- | -- | -- | -- | -- | -- | -- | -- | -- | -- | -- | -- | -- |
| Barcelona "B"    | 3  | 2  | 2  | 1  | 1  | 1  | 1  | 1  | 1  | 1  | 1  | 1  | 1  | 1  | 1  | 1  | 1  | 1  | 1  | 1  | 1  | 1  | 1  | 1  | 1  | 1  | 1  | 1  | 1  | 1  |
| Palma Río        | 6  | 5  | 7  | 9  | 7  | 10 | 11 | 9  | 6  | 6  | 6  | 5  | 4  | 3  | 2  | 2  | 2  | 2  | 2  | 2  | 2  | 3  | 4  | 3  | 3  | 2  | 2  | 2  | 2  | 2  |
| Cangas           | 4  | 1  | 1  | 4  | 4  | 3  | 3  | 2  | 2  | 3  | 3  | 3  | 3  | 4  | 3  | 4  | 3  | 4  | 3  | 4  | 3  | 2  | 3  | 2  | 2  | 4  | 4  | 4  | 3  | 3  |
| Sinfín           | 7  | 3  | 3  | 2  | 2  | 4  | 4  | 3  | 5  | 4  | 4  | 4  | 5  | 5  | 4  | 3  | 4  | 3  | 4  | 3  | 4  | 4  | 2  | 4  | 4  | 3  | 3  | 3  | 4  | 4  |
| Villa Aranda     | 2  | 7  | 6  | 6  | 5  | 5  | 6  | 6  | 8  | 9  | 10 | 9  | 9  | 9  | 8  | 7  | 6  | 5  | 6  | 6  | 7  | 7  | 6  | 6  | 6  | 6  | 6  | 6  | 6  | 5  |
| Gijón            | 8  | 4  | 4  | 3  | 3  | 2  | 2  | 5  | 4  | 5  | 5  | 6  | 6  | 7  | 5  | 5  | 5  | 6  | 5  | 5  | 6  | 6  | 5  | 5  | 5  | 5  | 5  | 5  | 5  | 6  |
| Puente Genil     | 9  | 13 | 9  | 7  | 11 | 8  | 7  | 7  | 9  | 8  | 9  | 8  | 8  | 8  | 7  | 8  | 7  | 8  | 7  | 8  | 8  | 8  | 8  | 8  | 8  | 7  | 7  | 7  | 7  | 7  |
| Barakaldo        | 11 | 9  | 12 | 8  | 12 | 9  | 10 | 8  | 7  | 7  | 7  | 7  | 7  | 6  | 6  | 6  | 8  | 7  | 8  | 7  | 5  | 5  | 7  | 7  | 7  | 8  | 8  | 8  | 8  | 8  |
| Alcobendas       | 15 | 11 | 13 | 14 | 13 | 14 | 15 | 13 | 13 | 13 | 13 | 11 | 11 | 11 | 10 | 10 | 9  | 9  | 9  | 9  | 10 | 9  | 9  | 11 | 11 | 11 | 9  | 9  | 9  | 9  |
| Torrelavega      | 10 | 12 | 10 | 12 | 10 | 12 | 9  | 11 | 12 | 12 | 11 | 12 | 12 | 12 | 11 | 11 | 11 | 12 | 12 | 12 | 12 | 12 | 11 | 12 | 12 | 12 | 12 | 11 | 12 | 10 |
| Teucro           | 1  | 6  | 8  | 10 | 8  | 11 | 12 | 12 | 11 | 11 | 12 | 13 | 13 | 14 | 14 | 13 | 12 | 11 | 10 | 11 | 9  | 11 | 12 | 10 | 10 | 10 | 11 | 12 | 10 | 11 |
| Bidasoa          | 14 | 10 | 11 | 11 | 9  | 7  | 8  | 10 | 10 | 10 | 8  | 10 | 10 | 10 | 9  | 9  | 10 | 10 | 11 | 10 | 11 | 10 | 10 | 9  | 9  | 9  | 10 | 10 | 11 | 12 |
| Badajoz          | 13 | 15 | 15 | 13 | 14 | 15 | 14 | 14 | 14 | 15 | 15 | 14 | 14 | 13 | 12 | 12 | 13 | 13 | 13 | 13 | 13 | 13 | 13 | 13 | 13 | 13 | 13 | 13 | 13 | 13 |
| Pozoblanco       | 12 | 14 | 14 | 15 | 15 | 13 | 13 | 15 | 16 | 16 | 16 | 15 | 15 | 16 | 15 | 15 | 15 | 15 | 15 | 15 | 14 | 14 | 14 | 14 | 14 | 14 | 14 | 14 | 14 | 14 |
| Novás            | 16 | 16 | 16 | 16 | 16 | 16 | 16 | 16 | 15 | 14 | 14 | 16 | 16 | 15 | 13 | 14 | 14 | 14 | 14 | 14 | 15 | 15 | 15 | 15 | 15 | 15 | 15 | 15 | 15 | 15 |
| Toledo           | 5  | 8  | 5  | 5  | 6  | 6  | 5  | 4  | 3  | 2  | 2  | 2  | 2  | 2  | *  | *  | *  | *  | *  | *  | *  | *  | *  | *  | *  | *  | *  | *  | *  | *  |

### Resumen
|  | Campeón de Liga: FC Barcelona "B"                                                                                      |
|  | Ascienden a Liga ASOBAL 2012/2013: ARS Palma Naranja y Frigoríficos Morrazo Cangas                                     |
|  | Juegan Play-off de ascenso a ASOBAL: Frigoríficos Morrazo Cangas, Adelma Sinfín, BM Villa de Aranda y Gijón Jovellanos |
|  | Descienden a Primera Nacional: BM Pozoblanco, Mecalia At Novás y Casdisa Toledo                                        |
|  | Ascienden de Primera Nacional: Amenabar Zarautz KE, Ereintza y BM La Roca                                              |

### Máximos goleadores
| Posición | Jugador              | Equipo                      | Goles |
| -------- | -------------------- | --------------------------- | ----- |
| 1°       | Adriá Figueras       | FC Barcelona "B"            | 182   |
| 2°       | David Pellitero      | Gijón Jovellanos            | 174   |
| 3°       | José María Bozalongo | BM Villa de Aranda          | 173   |
| 4°       | Asier Aramburu       | Bidasoa Irún                | 162   |
| 5°       | Alberto Muñoz        | BM Barakaldo                | 160   |
| 5°       | Suso Soliño          | Frigoríficos Morrazo Cangas | 160   |
| 7°       | Ángel Fernández      | Grupo Pinta Torrelavega     | 150   |
| 8°       | Fernando Hernández   | Escubal Badajoz             | 146   |
| 9°       | Ángel Castaño        | BM Alcobendas               | 145   |
| 9°       | Alberto Salgado      | SD Teucro                   | 145   |